# 内藤元康
内藤 元康（ないとう もとやす）は、戦国時代の武将。安芸国の戦国大名・毛利氏の家臣。

## 生涯
永正8年（1511年）、安芸内藤氏の内藤元泰の子として生まれる。
享禄5年（1532年）7月13日付の毛利氏家臣団32名が互いの利害調整を元就に要請した連署起請文では29番目に「内藤中務丞元康」と署名している。
天文3年（1534年）に24歳で死去した。法名は寿林宗長。元康の跡は幼少の嫡男・元種が継いだ。